# Sint-Valentinuskerk (Poppel)

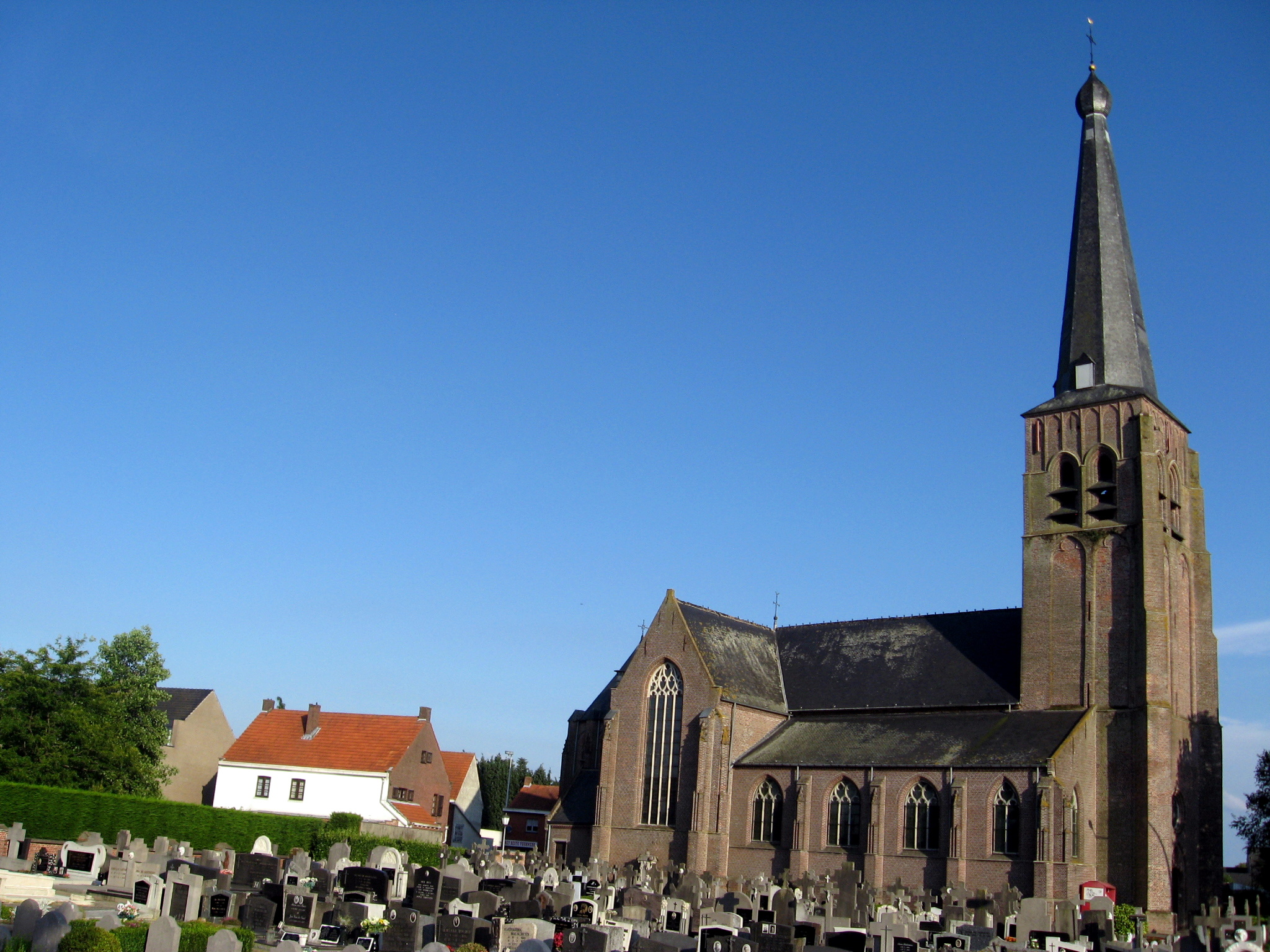
Sint-Valentinuskerk

De Sint-Valentinuskerk is de parochiekerk van de tot de Antwerpse gemeente Ravels behorende plaats Poppel, gelegen aan Dorp 7.

## Geschiedenis
Van een kerk in Poppel is voor het eerst sprake in 1211, toen het patronaatsrecht van de parochie door het Sint-Servaaskapittel te Maastricht werd overgedragen aan de Abdij van Tongerlo. Tot 1823 was de plaatselijke pastoor steeds een norbertijn van Tongerlo.
De huidige kerk gaat in beginsel terug tot 1520, maar werd vernieuwd tijdens de Tachtigjarige Oorlog. Tijdens het Twaalfjarig Bestand (1609-1621) werd de kerk herbouwd, maar niet lang daarna vond blikseminslag in de toren plaats, zodat deze moest worden herbouwd.
Van 1906-1909 werd de kerk vergroot, waarbij de zijbeuken werden verlengd en verbreed. Er kwam een nieuw doksaal en een hoofdaltaar (1911-1912), in neogotische stijl.
Op 11 mei 1940 werd de kerk zwaar beschadigd door een Duits bombardement. De glas-in-loodramen werden vernield. In 1941 werd de schade hersteld. Op 3 oktober 1944 werd de torenspits bij een beschieting neergehaald om in 1948-1949 herbouwd te worden. Daarna werden nieuwe glas-in-loodramen geplaatst.

## Gebouw
Het betreft een driebeukige bakstenen pseudobasilicale kruiskerk. De kerk is georiënteerd. De kerk heeft een halfingebouwde westtoren. Het schip, koor en transept zijn in gotische stijl van de 17e eeuw, de neogotische zijbeuken zijn van begin 20e eeuw. De toren is in Kempense gotiek en kent drie geledingen. Aan de zuidzijde van de toren bevindt zich een veelhoekig traptorentje.
Het koor is vijfzijdig afgesloten.

## Interieur
Een middenpaneel van een retabel uit de 15e eeuw toont episoden uit het leven van Onze-Lieve-Vrouw. Een 17e-eeuws schilderij toont Sint-Augustinus. Een altaarstuk betreffende Sint-Antonius Abt is van 1766. Sint-Valentinus werd afgebeeld op een schilderij uit de 2e helft van de 17e eeuw. Een 18e-eeuws schilderij stelt Sint-Norbertus voor in aanbidding voor het Heilig Sacrament.
Beelden zijn er van Sint-Anna (15e eeuw); Onze-Lieve-Vrouw met Kind (15e eeuw); Kindje Jezus met wereldbol (16e eeuw); Sint-Anna-te Drieën (omstreeks 1500); Sint-Petrus en Sint-Paulus (17e eeuw); Sint-Augustinus, Sint-Norbertus en Sint-Franciscus Xaverius (18e eeuw), in hout; de vier evangelisten (18e eeuw) in terracotta; een aantal 19e-eeuwse en een enkel 20e-eeuws beeld.
Het hoofdaltaar, uitgevoerd in zandsteen, is van 1911. Koorgestoelte, communiebank, biechtstoelen en preekstoel zijn 18e-eeuws. Het orgel stamt uit de 2e helft van de 18e eeuw en wordt toegeschreven aan Delhaye.